# جامد کووالانسی
یک جامد شبکه‌ای یک ترکیب شیمیایی (ماده مرکب یا عنصر) است که در آن اتم‌ها با پیوند کووالانسی در یک شبکه گسترده و بزرگ، به هم متصل هستند. در این حالت، مولکول‌های مجزا وجود ندارند و کل ساختار بلوری به عنوان یک مولکول شناخته می‌شود. فرمول این مواد، همانند فرمول مواد یونی، یک فرمول تجربی است؛ یعنی ساده‌ترین نسبت بین اتم‌های عنصرهای سازنده آن ترکیب.
نمونه‌هایی از جامدهای شبکه‌ای، شامل الماس با یک شبکه پیوسته از اتم‌های کربن و سیلیسیم دی‌اکسید (کوارتز) با شبکه سه‌بعدی گسترده با واحد SiO2 است. گرافیت و میکا گروهی از کانی‌های ساختاری هستند که به شکل لایه‌ای می‌باشند و پیوند درون هر ورقه با پیوند بین لایه‌ها متفاوت است.

## خواص
- سختی: با توجه به پیوندهای کووالانسی سختی بالایی برخوردارند. البته در مورد جامدهای لایه‌ای مثل گرافیت، تغییر شکل بین لایه‌ها راحت‌تر از تغییر ساختار هر لایه است.
- نقطه ذوب: ذوب این ترکیب‌ها به معنی غلبه بر جاذبه‌های ضعیف بین مولکولی نیست و باید پیوندهای کووالانسی را بشکنیم و غلبه بر انرژی پیوندهای کووالانسی فقط در دمای بالا ممکن می‌شود.
- هدایت الکتریکی فاز جامد: متغیر[۲] با توجه به ماهیت پیوند. در ساختارهایی که تمام الکترون‌های پیوندی از نوع مستقر یا سیگما هستند، رسانایی الکتریکی فوق‌العاده کم است (مثل الماس). اما اگر در ساختار شبکه‌ای، الکترون‌های نامستقر وجود داشته باشند (مثل گرافیت)، جابه‌جایی این الکترون‌ها درون ساختار در اثر اختلاف پتانسیل الکتریکی موجب رسانایی می‌گردد.
- رسانایی الکتریکی مایع فاز: این مواد در حالت مایع هم متشکل از زنجیره‌ها و ساختارهای سه‌بعدی ساخته‌شده از اتم‌های خنثی هستند. پس الکتریسیته را به خوبی از خود عبور نمی‌دهند و مقاومت بالایی دارند.
- حلالیت: به دلیل آن‌که جدا کردن اتم‌ها در این ساختار، فقط با شکستن پیوندهای کووالانسی ممکن می‌شود، جامدهای کووالانسی به‌طور کلی در هیچ حلالی به خوبی حل نمی‌شوند؛ زیرا حلال‌پوش کردن توده‌ای از اتم‌های متصل به یک‌دیگر نیز توسط مولکول‌های حلال نمی‌تواند به راحتی رخ دهد.

## نمونه
- بور نیترید (BN)
- الماس (کربن)
- گرافیت (کربن)
- کوارتز (SiO2)
- سیلیسیم کاربید (moissanite در سه SiC)
- سیلیسیم (Si)